# Saint Lawrence
St. Lawrence er en canadisk flod, der udmunder ved byen Québec i det østlige Canada og afvander De Store Søer, som er verdens største søsystem. 
St. Lawrence udgør en vigtig transportrute og er forsynet med en serie sluser og kanaler, der blandt andet gør det muligt at passere forbi Niagaravandfaldene.
Fra kilde til udløb er floden mere end 3.000 kilometer lang. Fra udløbet af Lake Ontario er der omkring 1.200 kilometer til havet.
Den gennemsnitlige vandføring er ved udløbet fra Lake Ontario 7.410 kubikmeter i sekundet. Ved byen Québec er vandføringen vokset til i snit 12.101 kubikmeter i sekundet.

## Eksterne links
- Wikimedia Commons har flere filer relateret til Saint Lawrence

49°40′00″N 64°30′00″V / 49.6667°N 64.5°V